# Paranthura antillensis
Paranthura antillensis is een pissebed uit de familie Paranthuridae. De wetenschappelijke naam van de soort is voor het eerst geldig gepubliceerd in 1925 door Thomas Theodore Barnard.